# Gakuya Horii
Gakuya Horii (Yamanashi, 3 juli 1975) is een voormalig Japans voetballer.

## Carrière
Gakuya Horii speelde tussen 1998 en 2006 voor Ventforet Kofu, Montedio Yamagata en Consadole Sapporo.